# لاميونانيات
اللاميونانيات (الاسم العلمي: Lamiidae) هي تحت طائفة من النباتات تتبع طائفة ثنائيات الفلقة.

## التصنيف
- فوق رتبة الباذنجانونات
  - رتبة الحمحميات
    - الفصيلة الحمحمية